# Zhang Yu
Zhang Yu, född 8 april 1971, är en friidrottare från Kina. Hon deltog vid olympiska sommarspelen 1992.